# A regra do jogo (telenovela)
A Regra do Jogo (en español: Reglas del Juego, Las Reglas del Juego en Chile y El Juego del Pecado en Argentina), es una telenovela brasileña de drama y suspenso criminal, escrita por João Emanuel Carneiro y dirigida por Amora Mautner (Avenida Brasil), fue emitida por Rede Globo desde el 31 de agosto de 2015, hasta el 11 de marzo de 2016, que cuenta la historia de una fundación creada por Romero Rômulo (Alexandre Nero) un hombre que rehabilita a ex convictos, pero en realidad busca formar una gran banda delictual, mientras Atenea (Giovanna Antonelli) es una ambiciosa mujer que idea un plan en que buscara enamorarlo para quitarle todo, pero en el camino se termina enamorando.
Protagonizada por Alexandre Nero, Vanessa Giácomo y Cauã Reymond, con las participaciones antagónicas de Giovanna Antonelli, João Baldasserini y el primer actor Tony Ramos. Cuenta con las actuaciones estelares de Karine Teles, Juliano Cazarré, Giovanna Lancellotti, Bárbara Paz, Bruna Linzmeyer, Marco Pigossi y de los primeros actores Susana Vieira, Cássia Kis Magro, José de Abreu, Eduardo Moscovis y Deborah Evelyn.
A regra do jogo, fue la novena telenovela de Rede Globo que ocupó el clásico horario de las 9, antes ocupado por Babilônia y posteriormente ocupado por Velho Chico. Fue rodada de forma diferente con el denominado formato Caja Escénica, desarrollado con escenarios en 360°, cerrados y adaptados para permitir que se integren cámaras a ellos, como si fuese un programa de telerrealidad, entregando mayor calidad en las actuaciones.
La telenovela obtuvo dos indicaciones para el Premios Emmy Internacional, en las categorías Mejor Telenovela y Mejor Actor para Alexandre Nero.

## Trama

### Argumento
Romero Rômulo (Alexandre Nero), es un expolítico considerado como un héroe del pueblo. Su especialidad es reintegrar a la sociedad a personas marginadas, especialmente a ex-criminales. Romero demuestra ser un buen hombre, con costumbres sencillas, pero su vida es menos obvia de lo que parece ser, ya que transita entre lo correcto y lo incorrecto todo el tiempo, y es sobre esta trayectoria que se desarrolla la trama.
A regra do jogo tratará de forma realista el límite entre lo correcto y lo equivocado, entre el bien y el mal, respondiendo la pregunta ¿Hasta dónde se puede llegar para conseguir lo que uno desea? ¿El individuo es fruto del medio donde vive? Todo esto sumado a la trayectoria de los personajes poniéndolos a prueba en cuestiones que involucran, principalmente, la ética, los valores y los límites de cada uno.

### Sinopsis
Romero Romulo (Alexandre Nero), es un exconcejal que tiene una vida que nadie se espera, esto porque él sabe cómo camuflar su maldad en cualquier persona. Lo que la mayoría de la gente ve es un hombre desinteresado y valiente, dispuesto a ayudar a los ex delincuentes que buscan reinsertarse en la sociedad, sin embargo, su vida llega a tope al comprometerse con una mujer sensual, la peligrosa Atenea (Giovanna Antonelli). Al principio, Romero no lo sabía, pero Atenea no pierde ninguna oportunidad sin aprovechar. Impulsiva e inmoral, que no ataca si no le conviene, le cuentan que él es fácil para quitarle todo su dinero. Al principio de la historia, es sorprendido por Víctor (Joao Baldasserini), un cómplice en su pasado que regresa para poner en marcha un cruel ajuste de cuentas.
Uno de los mayores enemigos de Romero Rômulo es Zé Maria (Tony Ramos), un hombre misterioso que está huyendo. Él es el padre de Juliano (Cauã Reymond) y su compañera Djanira Noronha (Cássia Kis), y es quién más sabe de Romero, porque tal vez el único que sabe lo que se hace en su esencia. Desde Joe se vio obligado a huir a causa de un delito que jura que no cometió, Djanira, que se dedica a la confianza incondicional de su amado, Juliano. Djanira tiene otro amor en su vida, su segunda hija adoptiva, María Victoria, Toia (Vanessa Giácomo), una joven que siempre corrió tras sus sueños, nunca recibió nada en bandeja de la vida y cuyo carácter no levanta sospechas. Creció junto a Juliáno en la casa de Djanira, y los dos comenzaron a salir tempranamente. Su deseo es casarse y vivir feliz al hombre que ama, pero los planes de venganza Juliano pueden terminar arruinando este destino.
Juliano decidió abandonar su carrera como luchador de MMA para convertirse en un maestro de artes marciales. Y todo estaba en perfecto orden hasta que fue víctima de un marco y termina tras las rejas, injustamente acusado de tráfico de drogas. El arresto fue muy perjudicial para el niño, y mucha gente en su momento lo miro con recelo, sobre todo en el Morro da Macaca. Ahora él está libre, pero solo tiene una cosa en mente, venganza, pero a quién no le gusta esta historia es su amada Toia. Otro personaje que también alimenta el deseo de venganza es Dante (Marco Pigossi), que es policía e hijo adoptivo de Romero Rômulo. Pero su objetivo es precisamente Ze María, que él cree mató a su padre biológico, y esto hace que también el enemigo de Juliano hijo fugitivo. Acerca de su padre adoptivo, la policía cree que él es un hombre valiente que vive para ayudar a los demás, es decir, un verdadero héroe.
Djanira tiene una amistad rota con Adisabeba (Susana Vieira), la última esposa de Joe. La pelea, sin embargo, es discreta, porque Toia es su gestora de confianza en la Cueva de Macaca, un club que hace que los chicos de la calle suban al Morro da Macaca para tener experiencias increíbles. Adisabeba da las órdenes y todos obedecen a la colina. Es como si fuera el dueño de la comunidad. Uno de los puntos más controvertidos de Macaca Cueva es MC Merlô (Juliano Cazarré), hijo de Adisabeba. Sobreprotectora con el muchacho, es la madre la que trata de expulsar a todas las mujeres que quiere. Como Ninfa (Roberta Rodrigues) y Alisson (Leticia Lima), con quien se sube al escenario como el trío de funk «MC Merlô y sus Merlozetes». Además gestiona otra confusión en la comunidad, Adisabeba mantiene una relación con Abner (Douglas Tavares), su empleado. Una nueva marca que hace de todo para complacer "Bebinha".
Por otro lado, en la familia Stewart, Orlando (Eduardo Moscovis) no ve nada ni a nadie antes de él cuando se tiene una meta a alcanzar. Frío y calculador, pasa por encima de cualquier persona, cualquier cosa. El como psicópata ya es rico, pero eso no le impide querer más y más, de la noche a la mañana, Orlando pasó de referencia química mediocre en el mercado farmacéutico. De hecho muy mal explicado, las respuestas están ocultas en su oscuro pasado. Él trabaja en la compañía de los ricos Gibson Stewart (José de Abreu), pero parece que esto es todavía muy poco. Con casi una precisión milimétrica, Orlando se acercará cada vez más a la familia Stewart y utilizará su punto más débil, Nelita (Bárbara Paz), para lograr, de hecho, convertirse en un miembro del clan. Nelita es bipolar y tendrá problemas con su hija, Belisa (Bruna Linzmeyer), un rebelde llena de causas, pero tendrá una buena relación con su hijo Cesarión (Johnny Massaro) y la madre, tranquilo y centrado Nora (Renata Sorrah) .
La vida ha sido muy generoso con Feliciano Stewart (Marcos Caruso), el primo de Gibson. Pero ya que no es muy cerca del trabajo y nunca se sabe cómo manejar sus posesiones, lo único que tenemos hoy es su apartamento, la cobertura decadente en la zona sur de Río de Janeiro. Pero nunca le robó el buen humor y la ligereza en el camino que lleva a la vida. Si hay una cosa que le encanta es tener a la familia unida. Feliciano es el padre de Vava (Marcello Novaes), Dalila (Alexandra Richter) y Ursula (Julia Rabello). Dalila está casado con Breno (Octavio Muller) y tuvo dos hijos: Luana (Giovanna Lancellotti) y Kim (Felipe Roque). Él es un abuelo padre y amoroso, pero el ambiente en la casa no es tranquilo, especialmente cuando aparece Mel (Fernanda Souza). Es amante de Vava y hace que el entrenador personal que rueda a su esposa, Janet (Suzana Pires), no encuentra este caso.

### Final
En las primeras semanas de la novela, Djanira, es asesinada durante el intento de boda de Toia y Julián, nunca se encontró al culpable hasta que en el último capítulo, se reveló que Ze Maria (Tony Ramos) fue responsable del delito, sin embargo, es el asesinato de un mayor impacto en la trama. Después de ser descubierto por la familia, Gibson (José Abreu) refugia a toda su familia en su casa. Dante (Marco Pigossi), arma de una operación policial para tratar de negociar, pero no puede. Por otra parte, Ze Maria (o en español José María)también irrumpe en la casa y Julian (Cauã Reymond) también entra. En un tiroteo, Gibson se dirige su oficina, tratando de escapar, pero es asesinado. Cuatro finales fueron registrados por la historia de la novella, por otro lado Kiki su hija (Deborah Evelyn) mató a su padre, mientras que la esposa de Gibson, Nora (Renata Sorrah) limpió el arma para no dejar rastro alguno de lo ocurrido en la habitación. Romero Rômulo (Alexandre Nero) es assesinado por José María Tony Ramos en la llamada juicio final.

## Reparto

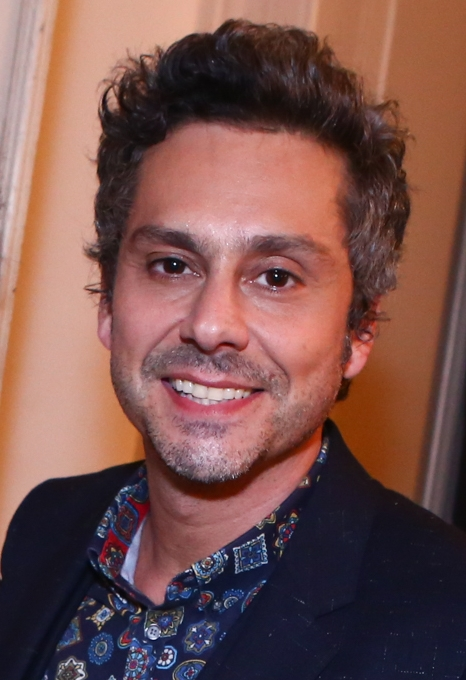
Alexandre Nero interpreta a Romero Rômulo.

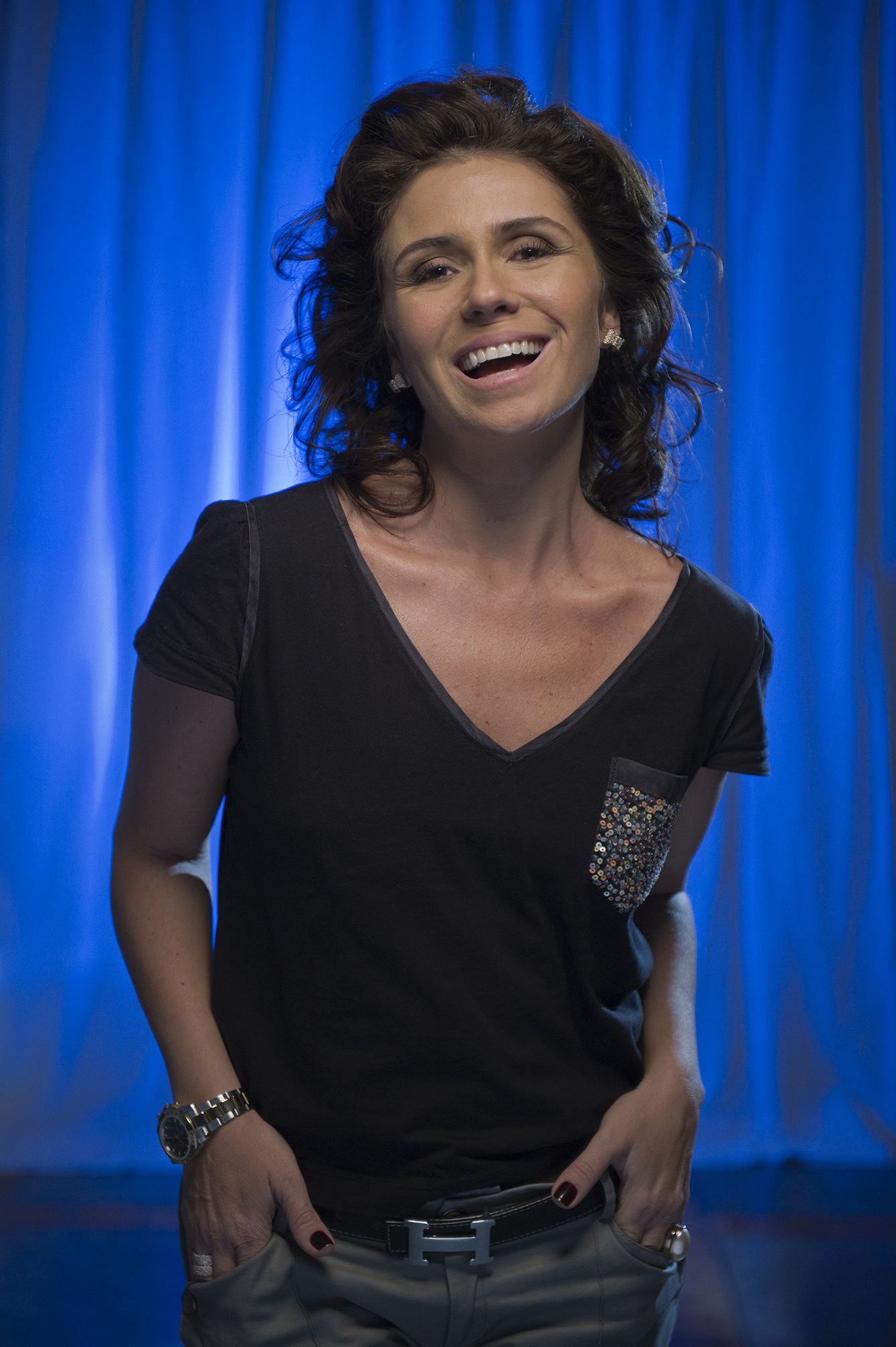
Giovanna Antonelli interpreta a Atena.

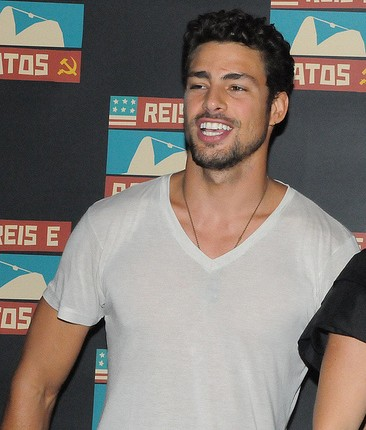
Cauã Reymond interpreta a Juliano.

### Personajes principales
- Alexandre Nero como Romero Rômulo dos Santos.[3]
- Giovanna Antonelli como Atenea Terremolinos / Francineide Maria do Socorro.[4]
- Cauã Reymond como Juliano Pereira.[5]
- Vanessa Giácomo como María Victoria "Tória" Noronha / Sofia Mendes de Albuquerque.[6]
- Marco Pigossi como Dante dos Santos Stewart.[7]
- Tony Ramos como José María "Zé" Pereira .[8]

### Personajes secundarios
- José de Abreu como Gibson Stewart (Pai) + Por José Maria
- Eduardo Moscovis como Orlando Levy / Ubiraci "Bira" dos Santo + por José Maria
- Susana Vieira como Adisabeba.
- Bruna Linzmeyer como Belinda Stewart.
- Cássia Kis Magro como Djanira Noronha dos Santos +
- Juliano Cazarré como Mário "MC Merlô" Sérgio.
- Carolina Dieckmann como Lara Ferreira da Silva.
- Maeve Jinkings como Domingas.
- Bárbara Paz como Ana Eliza "Nelita" Barroso Stewart.
- Marcello Novaes como Waltercio "Vavá" Stewart.
- Deborah Evelyn como Cristiana "Kiki" Barroso Stewart.
- Paula Burlamaqui como Sueli Marcondes.
- Suzana Pires como Janete.
- Letícia Lima como Alisson.
- Bruno Mazzeo como Rui.
- Otávio Müller como Breno Sampaio Stewart.
- Fernanda Souza como Melisse "Mel" de Souza Araújo.
- Carmo Dalla Vecchia como César.
- Ricardo Pereira como Faustini.
- Renata Sorrah como Eleonora "Nora" Barroso Stewart.
- Alexandra Richter como Dalila Sampaio Stewart.
- Roberta Rodrigues como Genivalda "Ninfa" de Morares.
- Giovanna Lancellotti como Luana Sampaio Stewart.
- Monique Alfradique como Tina.
- João Baldasserin como Victor.
- Marcos Caruso como Feliciano Stewart.
- Karine Teles como Sumara Mitta.
- Júlia Rabello como Úrsula Stewart.
- Carla Cristina Cardoso como Dinorah
- Johnny Massaro como Cesário Stewart.
- Maria Padilha como Clodine.
- Giselle Batista como Maria Eduarda "Duda".
- Cris Vianna como Indira Dourado.
- Thaíssa Carvalho como Andressa Turbinada.
- Jackson Antunes como Pedro (Tío).el jefe de la banda criminal + por José Maria
- Fábio Lago como Oziel Dourado.
- Letícia Colin como Paty.
- Allan Souza Lima como Nenemzinho.
- Tonico Pereira como Ascânio.
- Douglas Tavares como Abner.
- Felipe Roque como Kim Sampaio Stewart.
- Osvaldo Mil como Juca.
- Séfora Rangel como Conceição.
- Danilo Ferreira como Iraque.
- Amauri Oliveira como Dênis Pereira da Nóbrega.+
- Amara Oliveira como periodista Sheila   + por José María
- Carlinho Goes como niño Pepe  + Por José Maria

## Producción
A regra do jogo, fue una telenovela del horario estelar de Globo, escrita por João Emanuel Carneiro, autor del fenómeno Avenida Brasil, contó con escenas ágiles y diálogos filosos, marcas registradas de ese autor brasileño. Asimismo, la trama presenta una tecnología revolucionaria de grabación de telenovelas que le aporto realismo a la historia. El resultado fue un thriller policial electrizante, con dramas y romances, contados de manera única y con un reparto de estrellas que conquistó medianamente al público.
Revolucionó el mercado de ficción al introducir un método original de grabar telenovelas, el cual dio más libertad de actuación a los actores y se asemejó a la dramaturgia de los programas de telerrealidad, en la forma de captar las imágenes y llegar al televidente. Después de dos años de estudios en los que participaron diversos estudios de Rede Globo, se creó la «Caja escénica», con escenarios en 360 grados, cerrados y adaptados para permitir que se integren cámaras a ellos. Son, en teoría, cámaras en acción, posicionadas en puntos diferentes y escondidos en los set de grabación, como detrás de espejos, columnas y ventanas. También se detalló, que otras estaban tan bien escondidas, que ni siquiera los propios actores en escena sabían dónde estaban. Todo ese proceso y tratamiento de las cámaras, se hizo para que el público percibiera que lo que está viendo podía ser real.

## Banda sonora
| Track listing |                                     |                        |          |  |
| N.º           | Título                              | Artista                | Duración |  |
| 1.            | «Juízo Final» (Títulos de abertura) | Alcione                | 2:13     |  |
| 2.            | «Ser Humano»                        | Zeca Pagodinho         | 3:21     |  |
| 3.            | «O Amor Mandou Dizer»               | Xande de Pilares       | 3:44     |  |
| 4.            | «Quando o Morcego Doar Sangue»      | Péricles               | 2:58     |  |
| 5.            | «Eu Te Amo, Te Amo, Te Amo»         | Roberto Carlos         | 4:15     |  |
| 6.            | «Coração Selvagem»                  | Ana Carolina           | 4:16     |  |
| 7.            | «Dia Clarear»                       | Banda do Mar           | 3:39     |  |
| 8.            | «Para Um Amor No Recife»            | Paulinho da Viola      | 2:54     |  |
| 9.            | «Papel de Bobão»                    | Mosquito               | 3:00     |  |
| 10.           | «Safadim»                           | Aviões do Forró        | 3:22     |  |
| 11.           | «Casado Também Namor»               | Frank Aguiar           | 2:27     |  |
| 12.           | «A Dona do Barraco»                 | Calcinha Preta         | 2:28     |  |
| 13.           | «De Ladin»                          | Dream Team do Passinho | 2:33     |  |
| 14.           | «Só No Charminho»                   | Gang do Eletro         | 4:01     |  |
| 15.           | «Nuvem de Lágrimas»                 | Fafá de Belém          | 4:10     |  |
| 16.           | «Tô Na Vida»                        | Ana Cañas              | 4:10     |  |
| 17.           | «Danse Macabre»                     | Scalene                | 3:10     |  |

## Premios y nominaciones
| Año  | Premio                                | Categoría                  | Nominado           | Resultado |
| ---- | ------------------------------------- | -------------------------- | ------------------ | --------- |
| 2015 | Melhores do Ano - Domingão do Faustão | Mejor actor de telenovela  | Alexandre Nero     | Ganador   |
| 2015 | Melhores do Ano - Domingão do Faustão | Mejor actriz de telenovela | Giovanna Antonelli | Ganadora  |
| 2015 | Melhores do Ano - Domingão do Faustão | Mejor actor de reparto     | Juliano Cazarré    | Nominado  |
| 2015 | Melhores do Ano - Domingão do Faustão | Mejor actor de reparto     | Tonico Pereira     | Nominado  |
| 2015 | Melhores do Ano - Domingão do Faustão | Mejor actriz de reparto    | Bruna Linzmeyer    | Nominada  |
| 2015 | Melhores do Ano - Domingão do Faustão | Mejor actriz de reparto    | Cássia Kis         | Nominada  |
| 2015 | Troféu APCA                           | Mejor actor                | Alexandre Nero     | Ganador   |
| 2015 | Troféu APCA                           | Mejor actor                | Tony Ramos         | Nominado  |

## Emisión internacional
- Argentina: Telefe (2016).[9]/ Ciudad Magazine (2024)
- Armenia: Armenia TV (2016).[10]
- Chile: Canal 13 (2016).[1]
- Ecuador: Ecuavisa (2016-2017).[11]
- Israel: Viva (2016).[12]
- México: Imagen Televisión (2017).
- Panamá: Telemix internacional (2017).TVN (2017/18)
- Paraguay: SNT (2017).[13]
- Portugal: SIC (2015-2016).[14]
- Uruguay: Teledoce (2016).[15]
- Venezuela: Venevisión (2017).
- República Dominicana: Tele Antillas (2016-2017)
- Nicaragua: Televicentro (Nicaragua) (2017)
- El Salvador: TCS Canal 6 (2019)
- Latinoamérica: Pasiones (2020)